# Canuto il Grande
Canuto il Grande, noto come Canuto II di Danimarca (in norreno Knútr inn ríki, in danese Knud den Store, in norvegese Knut den mektige; 994 – Shaftesbury, 12 novembre 1035), è stato un sovrano norreno, re di Danimarca, degli Inglesi e Norvegia, nonché governatore o signore feudale di Schleswig e Pomerania.
Gli storici lo considerano il più importante sovrano del fattuale impero del Mare del Nord: questo titolo "imperiale" costituisce tuttavia una convenzione storiografica ed egli non portò mai un titolo imperiale. Canuto viene considerato spesso come uno dei sovrani vichinghi più potenti della storia.
Grazie ai suoi immensi domini Canuto riuscì ad ottenere molta influenza tra le isole britanniche (fattore facilitato anche dalla presenza dei vichingo-gaelici stanziati a ovest della Gran Bretagna) e inoltre riuscì ad ottenere ottimi rapporti con la chiesa inglese e non solo – restaurò e costruì diverse chiese e monasteri e cercò di diminuire le tasse per i pellegrini cristiani –, ma fu anche tollerante verso i suoi sudditi pagani. Cercò anche di mantenere la sua base politica Anglo-scandinava unendo legami culturali danesi e inglesi.

## Biografia

### Gioventù
Era il figlio di re Sweyn Barbaforcuta di Danimarca. L'identità della madre di Canuto è controversa: più fonti coeve menzionano che la sua origine era polacca, identificando Świętosława, figlia di Miecislao I di Polonia, chiamata anche Sigrid la Superba o Gunhild di Venedia come sua possibile madre, ma la sua esistenza viene messa in discussione da alcuni storici.
Si sa ben poco della vita di Canuto prima del 1013.

### I primi tempi in Inghilterra
Aveva meno di venti anni quando accompagnò il padre nella sua conquista vittoriosa dell'Inghilterra nell'agosto del 1013. Mentre re Sweyn andava a conquistare l'Inghilterra, Canuto fu lasciato con il resto dell'esercito danese a Gainsborough. In seguito alla morte improvvisa del padre nel febbraio successivo, Canuto fu proclamato re dall'esercito danese. Tuttavia l'assemblea di magnati si rifiutò di accettarlo e votò invece per reinstaurare il re sconfitto Etelredo il Malconsigliato, al momento in esilio in Normandia. Etelredo mise insieme in fretta un esercito, costringendo Canuto ad abbandonare l'Inghilterra e a salpare per la Danimarca con quel che restava del suo esercito. Quando salpò da Sandwich, Canuto mutilò gli ostaggi che erano stati dati a suo padre come garanzia di sostegno da parte dei nobili locali. Mandò un forte messaggio che tutti gli spergiuri sarebbero stati puniti.

### L'esilio in Danimarca
Il fratello maggiore di Canuto Harald divenne re di Danimarca alla morte del loro padre. Canuto suggerì che governassero insieme il Regno, ma l'appello non fu raccolto dal fratello. Tuttavia Harald gli promise la sua assistenza e il sostegno per la conquista dell'Inghilterra se Canuto avesse rinunciato ai suoi diritti sul trono danese. Canuto non rispose e attese che si presentasse un'opportunità per rivendicare il diritto al trono d'Inghilterra.

### La conquista dell'Inghilterra
Canuto si diresse in Inghilterra nell'estate del 1015 con una forza danese di circa diecimila uomini. Questa volta si unì al suo cognato norvegese, Eiríkr Hákonarson, che era un soldato provetto e uno statista. Fortunatamente per Canuto, un forte capo mercenario, Thorkell l'Alto, garantì la sua alleanza. Anche il Conte Eadric si unì ai danesi con quaranta navi.
La forza d'invasione sbarcò nel Wessex, occupandolo rapidamente. La Northumbria cadde subito dopo, e Canuto giustiziò il suo conte Uhtred per aver rotto il giuramento fatto a Sweyn Barbaforcuta due anni prima.
Nell'aprile del 1016, Canuto giunse con la sua flotta attraverso il Tamigi e assediò Londra. Il re Etelredo morì all'improvviso durante l'assedio e suo figlio Edmondo il Coraggioso venne proclamato re. Quando Edmondo lasciò Londra per raccogliere un esercito nelle campagne, fu intercettato da Canuto a Ashingdon, Essex. Seguì una battaglia decisiva, ed Edmondo fu costretto ad arrendersi per ottenere la pace.
Incontrandosi su un'isola sul fiume Severn, Canuto ed Edmondo si accordarono per la divisione del regno, pattuendo che colui dei due che fosse morto per primo, avrebbe lasciato i suoi domìnii all'altro.
La morte di Edmondo nel novembre del 1016 lasciò Canuto come unico governante, portando alla sua acclamazione come re dal Witan nel gennaio 1017.
Per associare la sua linea con la dinastia inglese sconfitta e assicurarsi da un attacco proveniente dalla Normandia dove i figli di Etelredo I, Edoardo il Confessore e Alfred Aetheling, si trovavano in esilio, Canuto si sposò (luglio 1017) con la vedova di Etelredo, Emma di Normandia. Proclamò loro figlio Canuto l'Ardito come erede, preferendolo ad Harold, il figlio illegittimo avuto da Ælfgifu di Northampton.

### Re d'Inghilterra
Come re d'Inghilterra, Canuto unì le istituzioni e il personale inglese e danese. La sua mutilazione degli ostaggi presi da suo padre è ricordata soprattutto come un fatto non proprio del suo governo.
Dividendo il paese (1017) nelle quattro grandi contee di Wessex, Mercia, Anglia orientale e Northumbria, istituì il sistema delle signorie che sarebbe stato alla base del governo inglese per secoli. L'ultimo Danegeld mai pagato, una somma di 82.500 sterline, andò a Canuto nel 1018. Quello stesso anno si sentì abbastanza sicuro da rimandare in Danimarca la flotta di invasione con 72.000 sterline.
Canuto ripristinò le leggi approvate sotto re Edgar. Tuttavia riformò le leggi esistenti e iniziò una nuova serie di leggi e proclami. Due leggi significative furono quella di On Heriots and Reliefs, e Inheritance in Case of Intestacy. Rafforzò il sistema di coniatura, e iniziò il conio di una serie di nuove monete che avrebbero avuto lo stesso peso di quelle usate in Danimarca ed in altre parti della Scandinavia. Questo aumentò enormemente il commercio dell'Inghilterra, la cui economia era in crisi dopo gli anni di disordini sociali.

### Re di Danimarca

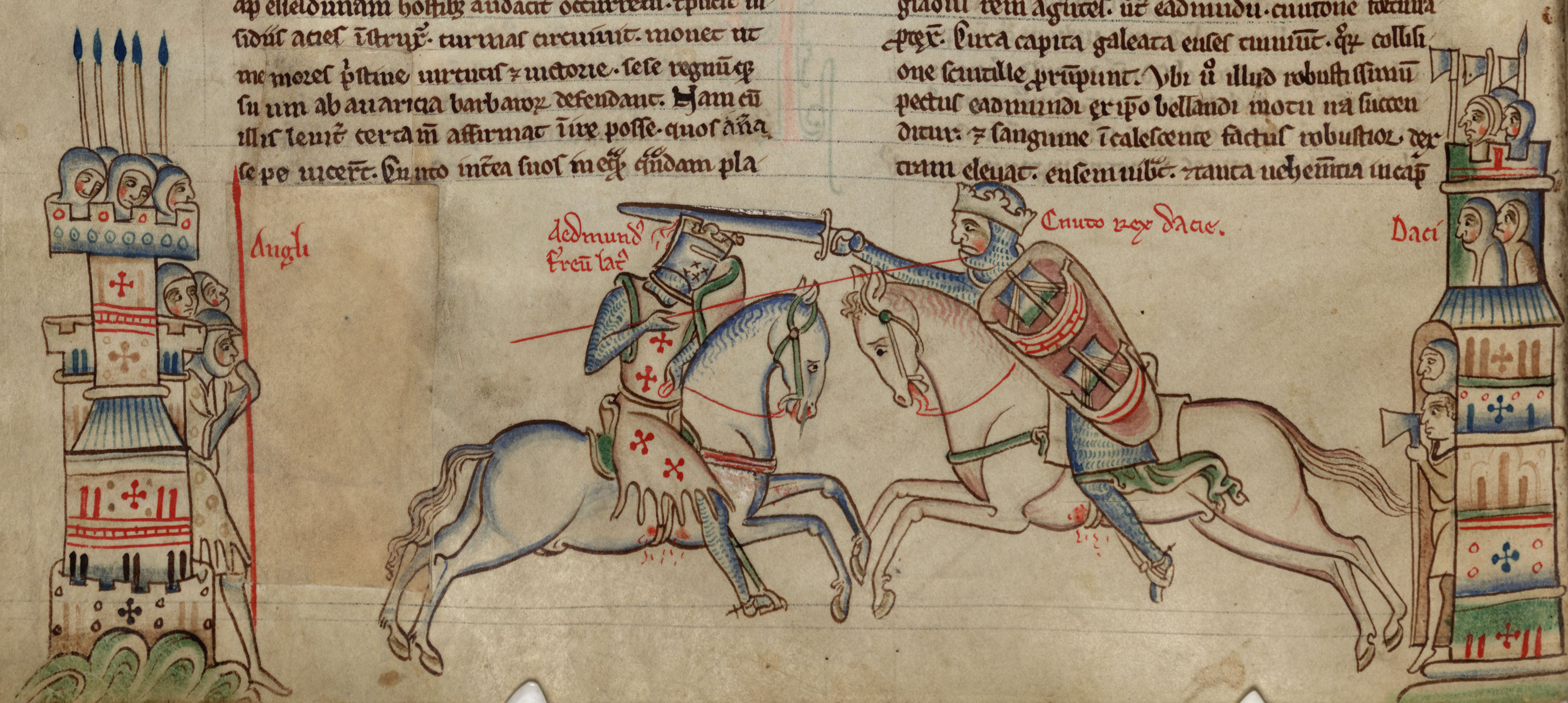
Incisione medievale in cui Canuto (a destra) sconfigge Etelredo II (a sinistra)

Nel 1018 (o 1019), Canuto fu proclamato re di Danimarca a seguito della morte di suo fratello Harald II, e nominò suo cognato, lo jarl (conte) Ulf Thorgilsson, governatore di Danimarca e tutore di Canuto l'Ardito, giovane figlio di Canuto.
Quando il re svedese Anund Jacob di Svezia e il re norvegese Sant'Olaf approfittarono dell'assenza di Canuto ed attaccarono la Danimarca, Ulf Thorgilsson convinse gli uomini liberi a eleggere il giovane Canuto l'Ardito re, poiché erano scontenti della prolungata assenza di Canuto. Questo fu uno stratagemma di Ulf, poiché il suo ruolo come tutore del giovane principe lo avrebbe fatto diventare il vero governatore della Danimarca.
Quando Canuto venne a sapere che cosa era accaduto, nel 1026 ritornò in Danimarca, e con l'aiuto di Ulf Thorgilsson sconfisse gli svedesi e i norvegesi nella Battaglia dell'Helgeå. Questo aiuto, tuttavia, non fu sufficiente a Canuto per perdonare Ulf del suo tentativo di spodestarlo. Durante un banchetto a Roskilde, i due cognati stavano giocando a scacchi ed iniziarono a litigare. Il giorno dopo, il Natale del 1026, Canuto lo fece uccidere da un huscarl nella chiesa della santissima Trinità (chiesa precedente alla cattedrale di Roskilde).

### Re di Norvegia
Nel 1028 Canuto conquistò la Norvegia con una flotta di cinquanta navi partite dall'Inghilterra. In un'assemblea a Trondheim fu ufficialmente incoronato re. Il suo nuovo titolo era "Re di tutta l'Inghilterra e di Danimarca, Norvegia e parte della Svezia". Il suo tentativo di governare la Norvegia attraverso Ælfgifu di Northampton (la sua concubina o moglie more danico) e il figlio avuto da lei, Svein, terminò in una ribellione e la restaurazione della vecchia dinastia norvegese con Magnus I.

l'impero del mare del Nord sotto Canuto il Grande

Corrado II, imperatore del Sacro Romano Impero, fu amico di Canuto e fece sposare suo figlio Enrico con la figlia di Canuto, Gunilde. L'imperatore diede a Canuto sia lo Schleswig che la Pomerania da governare. L'ultima fu probabilmente il feudo di Canuto, giacché Boleslao I di Polonia mandò il suo esercito per aiutare Canuto nella conquista dell'Inghilterra.

### La fine
Canuto morì nel 1035, a Shaftesbury nel Dorset, e fu sepolto nella cattedrale di Winchester. Alla sua morte, al suo posto salì al trono di Danimarca Hartacanuto, per regnare come Canuto II. Harold prese il potere in Inghilterra fino alla sua morte, avvenuta nel 1040.

## Le relazioni con la Chiesa
È difficile dire se la devozione di Canuto per la Chiesa provenisse da una profonda convinzione religiosa o era solamente un mezzo per consolidare e aumentare il suo potere politico. Sebbene Canuto fosse accettato come un monarca cristiano dopo la conquista, l'esercito che portò in Inghilterra era per lo più pagano, e dovette accettare di tollerare la religione pagana. Le sue prime azioni, come l'esecuzione di potenti conti in Inghilterra nel 1016 e la sua aperta relazione con Ælfgifu di Northampton, lo resero scomodo alla Chiesa. Tuttavia il suo trattamento nei confronti della chiesa non poté essere più sincero. Canuto non solo restaurò tutte le chiese e i monasteri che erano stati saccheggiati dal suo esercito, ma ne costruì di nuovi. Divenne un grande patrono della riforma monastica, che era popolare sia tra la popolazione ecclesiastica che tra quella secolare.
Il pellegrinaggio di Canuto a Roma nel 1027 fu un altro segno della sua devozione alla fede cristiana. Ancora si dibatte se andò per redimersi dai peccati o per partecipare all'incoronazione dell'imperatore Corrado II allo scopo di migliorare le relazioni tra i due poteri. Mentre era a Roma, Canuto ottenne l'accordo del papa nel ridurre le tasse pagate dagli arcivescovi inglesi per ricevere il loro pallio. Si mise inoltre d'accordo con altri capi cristiani affinché i pellegrini inglesi potessero pagare tasse ridotte o non pagarle sulla strada per Roma, e che fosse garantita la loro sicurezza durante il pellegrinaggio.

### Il successo come re d'Inghilterra
Canuto è generalmente considerato come un re d'Inghilterra saggio e di successo, sebbene questa impressione possa essere in parte attribuita al suo buon trattamento della chiesa, che controllava gli storici dell'epoca. Tuttavia è certo che diede all'Inghilterra più di due decenni di pace e prosperità. La chiesa medievale amava l'ordine e credeva nel sostegno di un governo buono ed efficiente, se le circostanze lo permettevano. Così lo vediamo descritto ancora oggi come un uomo religioso, nonostante il fatto che vivesse apertamente in una relazione bigama e nonostante la sua responsabilità per i molti omicidi politici.

## La leggenda delle onde
Canuto è ricordato anche per la leggenda che lo vuole comandare alle onde di tornare indietro.
Secondo la leggenda, egli si era stancato delle adulazioni dei suoi cortigiani. Quando uno di questi adulatori disse che il re poteva persino ottenere l'obbedienza del mare, Canuto gli spiegò che si sbagliava con una dimostrazione pratica per far capire che anche i poteri del re avevano dei limiti. Questa leggenda è solitamente mal interpretata: viene detto che era lui a credersi così potente che persino gli elementi naturali gli avrebbero obbedito, e che il suo insuccesso di comandare le onde lo fece sembrare matto. È molto probabile che questa leggenda sia una semplice propaganda pro-Canuto.

## Nella cultura di massa

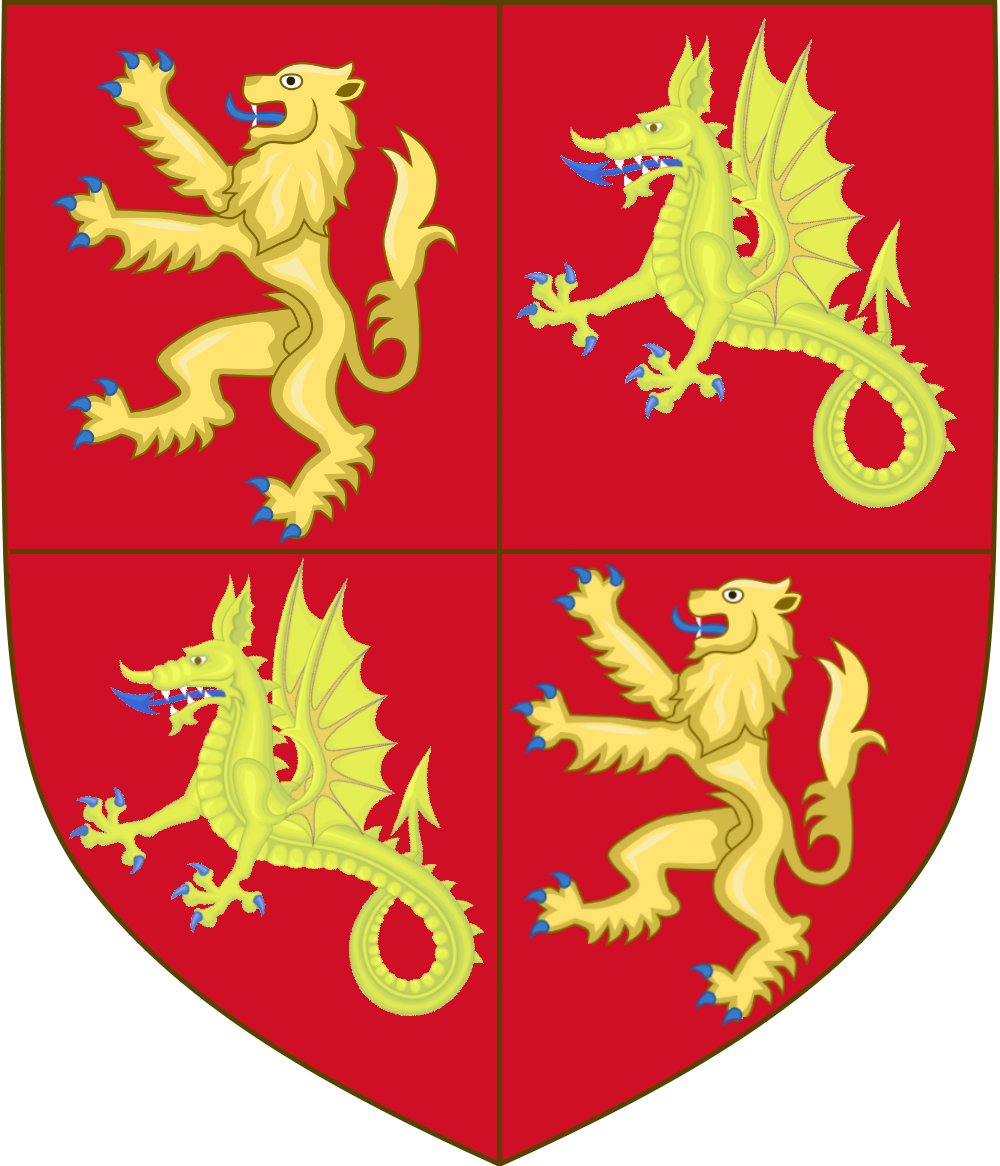
Stemma attribuito a Canuto (che visse prima dell'entrata in uso di stemmi come simboli) di Matthew Paris

È uno dei personaggi nel manga e anime storico Vinland Saga e compare tra i personaggi principali in Vikings: Valhalla, serie televisiva prodotta da Netflix. In ambito musicale, la sua leggenda viene raccontata dal gruppo di Progressive rock Genesis, nella canzone "Can-utility And the Coastliners" presente nell'album Foxtrot.

## Ascendenza
|                        |           |                        | Genitori                       |  |  | Nonni |  |  | Bisnonni        |  |  | Trisnonni               |  |
|                        |           |                        |                                |  |  |       |  |  | Gorm il Vecchio |  |  | Harthacnut di Danimarca |  |
|                        |           |                        |                                |  |  |       |  |  | Gorm il Vecchio |  |  | Harthacnut di Danimarca |  |
|                        |           | …                      |                                |  |  |       |  |  | Gorm il Vecchio |  |  |                         |  |
| Aroldo I di Danimarca  |           |                        |                                |  |  |       |  |  | Gorm il Vecchio |  |  |                         |  |
|                        |           | Thyra                  | …                              |  |  |       |  |  |                 |  |  |                         |  |
|                        |           | Thyra                  | …                              |  |  |       |  |  |                 |  |  |                         |  |
|                        |           | Thyra                  | …                              |  |  |       |  |  |                 |  |  |                         |  |
| Sweyn I di Danimarca   |           | Thyra                  |                                |  |  |       |  |  |                 |  |  |                         |  |
|                        |           | Olof (II) Björnsson    | Björn III di Svezia            |  |  |       |  |  |                 |  |  |                         |  |
|                        |           | Olof (II) Björnsson    | Björn III di Svezia            |  |  |       |  |  |                 |  |  |                         |  |
|                        |           | Olof (II) Björnsson    | …                              |  |  |       |  |  |                 |  |  |                         |  |
| Gyrid di Svezia        |           | Olof (II) Björnsson    |                                |  |  |       |  |  |                 |  |  |                         |  |
|                        |           | Ingeborg Thrandsdotter | …                              |  |  |       |  |  |                 |  |  |                         |  |
|                        |           | Ingeborg Thrandsdotter | …                              |  |  |       |  |  |                 |  |  |                         |  |
|                        |           | Ingeborg Thrandsdotter | …                              |  |  |       |  |  |                 |  |  |                         |  |
| Canuto II di Danimarca |           | Ingeborg Thrandsdotter |                                |  |  |       |  |  |                 |  |  |                         |  |
|                        | Siemomysł | Lestek                 |                                |  |  |       |  |  |                 |  |  |                         |  |
|                        | Siemomysł | Lestek                 |                                |  |  |       |  |  |                 |  |  |                         |  |
|                        | Siemomysł | …                      |                                |  |  |       |  |  |                 |  |  |                         |  |
| Miecislao I di Polonia | Siemomysł |                        |                                |  |  |       |  |  |                 |  |  |                         |  |
|                        |           | Gorka (forse)          | …                              |  |  |       |  |  |                 |  |  |                         |  |
|                        |           | Gorka (forse)          | …                              |  |  |       |  |  |                 |  |  |                         |  |
|                        |           | Gorka (forse)          | …                              |  |  |       |  |  |                 |  |  |                         |  |
| Sigrid la Superba      |           | Gorka (forse)          |                                |  |  |       |  |  |                 |  |  |                         |  |
|                        |           | Boleslao I di Boemia   | Vratislao I di Boemia          |  |  |       |  |  |                 |  |  |                         |  |
|                        |           | Boleslao I di Boemia   | Vratislao I di Boemia          |  |  |       |  |  |                 |  |  |                         |  |
|                        |           | Boleslao I di Boemia   | Drahomíra (duchessa di Boemia) |  |  |       |  |  |                 |  |  |                         |  |
| Dubrawka               |           | Boleslao I di Boemia   |                                |  |  |       |  |  |                 |  |  |                         |  |
|                        |           | Biagota                | …                              |  |  |       |  |  |                 |  |  |                         |  |
|                        |           | Biagota                | …                              |  |  |       |  |  |                 |  |  |                         |  |
|                        |           | Biagota                | …                              |  |  |       |  |  |                 |  |  |                         |  |
|                        |           | Biagota                |                                |  |  |       |  |  |                 |  |  |                         |  |